# Dedek Mraz
Dedek Mraz je mitološki dobrotnik, ki obdaruje otroke v tednu pred novim letom, ali pa v noči z 31. decembra na 1. januar.

## Izvor in značilnosti
Dedek Mraz se je v slovenski kulturi uveljavil v času socialistične Jugoslavije. Temelji na ruskih legendah okoli leta 1930, kjer se imenuje Дед Мороз (Ded Moroz) in je poročen s starko Zimo, ki se po rusko imenuje Зима-старуха (Zima-staruha). V letu 1999 so v ruskem mestu Veliki Ustjug (Великий Устюг) začeli tržiti turistični projekt »Domovina dedka Mraza«, vendar to ni edino mesto, ki se poteguje za ta naziv.
V Sloveniji je obveljalo, da dedek Mraz živi pod Triglavom, slikar Maksim Gaspari pa je leta 1952 z risbami standardiziral njegovo zunanjo podobo v slovenskem prostoru. Obleka, ki jo nosi je slovenska, s slovenskimi vzorci na dolgem kožuhovinastem plašču ter s tradicionalno polhovko na glavi.
Dedek Mraz ima vse otroke zelo rad in ne dela nikakršnih razlik med njimi. O njem obstaja veliko različnih pesmic, še najbolj znana je Siva kučma, bela brada, ki jo je napisal Janez Bitenc. Še danes se lik dedka Mraza pojavlja v nekaterih podjetjih in ustanovah, ko v mesecu decembru obdaruje otroke zaposlenih ter na različnih javnih prireditvah za otroke v večjih slovenskih mestih, v gledališčih ter vrtcih in osnovnih šolah.
V Sloveniji je najbolj poznan sprevod dedka Mraza ob koncu decembra v Ljubljani. Ko se dedek Mraz pripelje s Triglava, se ustavi na Ljubljanskem gradu, od koder se z vzpenjačo pripelje na Krekov trg. Tam ga pričaka spremstvo in svečana kočija z lipicanci. Z njo se v spremstvu snežakov, medvedov, zajcev, ljubljanskih zmajčkov ter drugih bitij iz ljudskih pripovedk in pravljic popelje po mestnih ulicah, mimo mestne hiše do Prešernovega trga in dalje po mestnih ulicah, kjer pozdravlja otroke in jim deli bombone.

## Dedek Mraz v slovenskem prostoru
Glavne lastnosti, po katerih se dedek Mraz v Sloveniji loči od Božička in svetega Miklavža:
- Podoba: Ima krajšo sivo brado in sive lase; starejši nebetežni mož.
- Domovanje: Živi pod Triglavom v Kekčevi deželi ali na Pohorju.
- Datum: Otroke obdaruje na Silvestra ali na novoletno jutro v domačem krogu.
- Oblačila: Oblečen je v ovčji krznen plašč z navznoter obrnjeno dlako in okrašen s slovenskim ornamentom, v roki ima sprehajalno palico, na glavi ima polhovko z zataknjeno smrekovo vejico, na rokah ima volnene rokavice s palci.
- Obutev: Ima visoke usnjene škornje.
- Darila: Deli jih iz koša ali iz žitnih kit pletenega cekarja s slovenskih ornamentom
- Spremstvo: Po navadi nima spremljevalcev, lahko pa ga spremljajo palčki, živali in snežinke.
- Prevoz: Pripelje se s sanmi na konjsko vprego ali vozom na konjsko vprego ali pride peš.

## Boj za obstanek
Trije decembrski dobri možje so na zunaj prijatelji, a med sabo tekmujejo. Značilen je naslov članka iz decembra 2010: "Bitka z dvema zmagovalcema" . V tiskani izdaji so navedeni rezultati javnomnenjskih anket:
Dnevnikova novoletna anketa 1997:
Ali naj dedek Mraz ostane poleg drugih dobrih mož?
- 81,1 % naj ostane; 12,7 % naj se odpravi, 7,2 % nimam mnenja

Ninamedia december 2010 (N=700). Anketa kot odgovor sv. Miklavž ni ponujala. 
Kdo v novoletnem času obiskuje vaše otroke oziroma otroke sorodnikov?
- 36,8 % oba; 28,2 % Božiček; 16,9 % Dedek Mraz; 11,3 % nobeden od obeh; 6,9 % nimamo otrok/ne vem.